# ديفيد سافيتش
ديفيد سافيتش مواليد 23 أغسطس 1985 في بلغراد، هو لاعب كرة مضرب صربي سابق وكان يلعب باليد اليمنى، تم حظره من اللعب مدى الحياة في سنة 2011 وتم تغريمه 100 ألف دولار أمريكي بسبب التلاعب في نتائج المباريات. أعلى تصنيف له في الفردي كان المركز الـ 363 في سنة 2009. أعلى تصنيف له في الزوجي كان المركز الـ 193 في سنة 2010.

## روابط خارجية
- ديفيد سافيتش على موقع رابطة محترفي التنس (الإنجليزية)
- ديفيد سافيتش على موقع الاتحاد الدولي لكرة المضرب (الإنجليزية)
- ديفيد سافيتش على موقع خلاصة التنس.كوم (الإنجليزية)